# 赤野仁美
赤野 仁美（あかの ひとみ、1974年7月27日 - ）は、日本の女性元柔道家、総合格闘家。大阪府大阪市出身。元Smack Girlミドル級王者。

## 来歴
中学1年から柔道を始め、夙川学院高校、日本体育大学でも柔道を続けた。
セコム柔道部時代は2000年のイタリア国際柔道大会で優勝、全日本の強化選手に選ばれるなど活躍。その後、柔道をやめ音楽活動などをしていたが、高校の同級生だった藤井惠が在籍していたAACCにダイエット目的で入門した。
2004年11月26日、G-SHOOTOでの藪下めぐみ戦で総合格闘技デビューするも判定負け。
2005年年8月17日、国立代々木競技場第二体育館大会で開催されたSMACKGIRL 2005 〜Dynamic!!〜でのThe Next Cinderella Tournament 2005の59kg級トーナメント決勝で端貴代に一本勝ちし優勝。
2006年7月23日、スマックガールのグラップリングトーナメントGRAPPRING QUEEN TOURNAMENT 2006のミドル級（58kg）で優勝を果たした。
2006年9月15日、第2代スマックガールミドル級（58kg）女王決定戦でモーリー・ヘイゼルと対戦し、腕ひしぎ十字固めによる一本勝ちで王座を獲得した。
2007年5月、アブダビコンバット女子60kg級に出場。1回戦でカサンドラ・ブラソに勝利したものの、準決勝でキーラ・グレイシーに敗北。3位決定戦で端貴代に敗れ、第4位となった。
2007年9月6日、スマックガールミドル級（58kg）王座の初防衛戦で端貴代に判定で敗れ王座から陥落した。
2007年11月3日、カリフォルニア州で開催されたFatal Femmes Fighting 3でヴァネッサ・ポルトに判定負け。
2008年2月14日に開幕したスマックガール無差別級トーナメントに出場し、1回戦で藪下めぐみに一本勝ち。4月25日の準決勝ではHIROKOに一本勝ちを収めた。決勝ではジュネル・マルケスと対戦予定であったが、スマックガールの活動停止により決勝は行われなかった。
2008年11月16日、JEWELS 旗揚げ戦でHARIと対戦し、腕ひしぎ十字固めで一本勝ちを収めた。
2009年1月17日、岡山県倉敷市で結婚式を行った。
2009年2月22日、ADCC世界大会アジア予選女子60kg超級に出場。佐藤瑞穂にアームロックで一本勝ちし、日本代表となった。
2009年4月11日、Strikeforce初参戦となったStrikeforce: Shamrock vs. Diazでクリスチャン・サイボーグと対戦し、TKO負け。この試合は普段赤野が試合をしている60kg前後より5kg以上重い146ポンド（約65.8 kg）契約であったが、さらにサイボーグが前日計量で150.5ポンド（約68.5 kg）と体重超過。試合を断る権利もあったが、最終的には試合を受諾した。
2009年9月26日、アブダビコンバット2009・女子60kg超級1回戦でアネッチ・エスタッキと対戦し、アームバーで一本負け。
2010年3月19日、JEWELS 7th RINGのメインイベントでHIROKOと約2年ぶりに再戦し、1-2の判定負けを喫した。
2010年8月13日、ShoMMA: Strikeforce Challengers 10で行なわれた女子ウェルター級（61kg）トーナメントに出場。1回戦でカリーナ・ダムに腕ひしぎ三角固めで一本勝ちするも、続く決勝でミーシャ・テイトに0-3の判定負け。準優勝となった。
2010年12月30日、戦極 Soul of Fightでロクサン・モダフェリと対戦予定であったが、ロクサンの体調不良（感染性の胃腸炎）によりドクターストップとなり不戦勝となった。試合中止は両者がリングインして発表された。
2011年7月9日、JEWELS 15th RINGでロクサン・モダフェリと対戦し、判定勝ち。
2012年1月21日、ProElite 3でサラ・マクマンと対戦し、判定負け。
2012年7月28日、Invicta FC 2でアレクシス・デイビスと対戦し、チョークスリーパーで一本負け。
2013年7月31日付でAACCを退会し、現役を引退した。

## 人物
趣味は曲作り。入場テーマ「空のすきまから」「reality」はいずれも本人作曲である。

## 戦績

### 総合格闘技
| 総合格闘技 戦績 | 総合格闘技 戦績 | 総合格闘技 戦績 | 総合格闘技 戦績 | 総合格闘技 戦績 | 総合格闘技 戦績 | 総合格闘技 戦績 |
| --------------- | --------------- | --------------- | --------------- | --------------- | --------------- | --------------- |
| 29 試合         | (T)KO           | 一本            | 判定            | その他          | 引き分け        | 無効試合        |
| 19 勝           | 0               | 14              | 4               | 1               | 0               | 0               |
| 10 敗           | 1               | 1               | 8               | 0               | 0               | 0               |

| 勝敗 | 対戦相手                 | 試合結果                          | 大会名 | 開催年月日     |
| ×    | アレクシス・デイビス     | 2R 3:41 チョークスリーパー        | Invicta FC 2: Baszler vs. McMann                                                                                      | 2012年7月28日  |
| ×    | サラ・マクマン           | 5分3R終了 判定0-3                 | ProElite 3: Da Spyder vs. Minowaman                                                                                   | 2012年1月21日  |
| ○    | ロクサン・モダフェリ     | 5分2R終了 判定3-0                 | JEWELS 15th RING | 2011年7月9日   |
| ○    | 米沢知佐                 | 1R 0:40 腕十字固め                | PANCRASE 2011 IMPRESSIVE TOUR                                                                                         | 2011年3月13日  |
| ○    | ロクサン・モダフェリ     | 不戦勝（ロクサンの体調不良）      | 戦極 Soul of Fight | 2010年12月30日 |
| ×    | ミーシャ・テイト         | 3分3R終了 判定0-3                 | ShoMMA: Strikeforce Challengers 10 【女子ウェルター級トーナメント 決勝】                                              | 2010年8月13日  |
| ○    | カリーナ・ダム           | 2R 1:48 腕ひしぎ三角固め          | ShoMMA: Strikeforce Challengers 10 【女子ウェルター級トーナメント 1回戦】                                             | 2010年8月13日  |
| ×    | HIROKO                   | 5分2R終了 判定1-2                 | JEWELS 7th RING | 2010年3月19日  |
| ○    | 森藤美樹                 | 2R 4:17 ストレートアームバー      | JEWELS 4th RING | 2009年7月11日  |
| ×    | クリスチャン・サイボーグ | 3R 0:35 TKO（スタンドパンチ連打） | Strikeforce: Shamrock vs. Diaz                                                                                        | 2009年4月11日  |
| ○    | HARI                     | 1R 0:38 腕ひしぎ十字固め          | JEWELS 旗揚げ戦 | 2008年11月16日 |
| ○    | HIROKO                   | 2R 3:10 腕ひしぎ十字固め          | SMACKGIRL WORLD ReMix TOURNAMENT 2008 準決勝 【WORLD ReMix TOURNAMENT 2008 無差別級 準決勝】                          | 2008年4月25日  |
| ○    | 藪下めぐみ               | 2R 4:16 ヒールホールド            | SMACKGIRL WORLD ReMix TOURNAMENT 2008 開幕戦 【WORLD ReMix TOURNAMENT 2008 無差別級 1回戦】                           | 2008年2月14日  |
| ×    | ヴァネッサ・ポルト       | 3分5R終了 判定1-2                 | Fatal Femmes Fighting 3: War of the Roses                                                                             | 2007年11月3日  |
| ×    | 端貴代                   | 5分3R終了 判定0-3                 | SMACKGIRL 2007 〜女王たちの一番熱い夏〜 【SMACKGIRLミドル級女王タイトルマッチ】                                       | 2007年9月6日   |
| ○    | リズ・ポズナー           | 2R 0:52 腕ひしぎ十字固め          | SMACKGIRL 2007 〜最強はUSAだと女王は言った〜                                                                          | 2007年5月19日  |
| ×    | アマンダ・ブキャナー     | 5分3R終了 判定0-3                 | BodogFight: Clash of the Nations                                                                                      | 2007年4月14日  |
| ○    | たま☆ちゃん              | 2R 4:48 腕ひしぎ十字固め          | MARS BodogFight 01 | 2006年10月4日  |
| ○    | モーリー・ヘイゼル       | 2R 1:32 腕ひしぎ十字固め          | SMACKGIRL 2006 〜群女割拠〜 【SMACKGIRL第2代ミドル級女王決定戦】                                                      | 2006年9月15日  |
| ○    | エマ・ブッシュ           | 5分2R終了 判定3-0                 | SMACKGIRL 2006 〜頂女決戦〜                                                                                           | 2006年6月30日  |
| ×    | タラ・ラローサ           | 5分3R終了 判定0-3                 | Mix Fighting Championships: USA vs. Russia 3                                                                          | 2006年6月3日   |
| ○    | デビ・パーセル           | 5分2R終了 判定3-0                 | SMACKGIRL 2006 〜女神降臨〜                                                                                           | 2006年2月15日  |
| ○    | たま☆ちゃん              | 1R 1:27 腕ひしぎ十字固め          | G-SHOOTO JAPAN 03 | 2005年12月17日 |
| ○    | 彩丘亜沙子               | 5分2R終了 判定3-0                 | SMACKGIRL-F 2005 〜下北実験リーグ Round1〜                                                                            | 2005年10月15日 |
| ○    | 端貴代                   | 1R 1:19 腕ひしぎ十字固め          | SMACKGIRL 2005 〜Dynamic!!〜 【The Next Cinderella Tournament 2005 -59kg級 決勝】                                     | 2005年8月17日  |
| ○    | 佐々木絹加               | 1R 3:58 腕ひしぎ十字固め          | SMACKGIRL-F 2005 〜Next Cinderella Tournament 2005 2nd stage〜 【The Next Cinderella Tournament 2005 -59kg級 準決勝】 | 2005年7月10日  |
| ○    | せり                     | 2R 1:25 腕ひしぎ十字固め          | SMACKGIRL-F 2005 〜今年もやるぞ! スマックF祭り〜 【The Next Cinderella Tournament 2005 -59kg級 1回戦】                | 2005年4月29日  |
| ○    | HARI                     | 1R 2:29 腕ひしぎ十字固め          | SMACKGIRL-F & GI-Feminino                                                                                             | 2005年1月8日   |
| ×    | 藪下めぐみ               | 5分2R終了 判定0-3                 | G-SHOOTO JAPAN 〜始動〜                                                                                               | 2004年11月26日 |

### グラップリング
| 勝敗 | 対戦相手             | 試合結果                 | 大会名                                                                                                | 開催年月日    |
| ×    | アネッチ・エスタッキ | アームバー               | アブダビコンバット2009【女子60kg以上級 1回戦】                                                        | 2009年9月26日 |
| ○    | 佐藤瑞穂             | アームロック             | ADCC世界大会アジア予選【女子60kg以上級 決勝】                                                         | 2009年2月22日 |
| ○    | 端貴代               | 6:30 腕ひしぎ十字固め    | SMACKGIRL GRAPPRING QUEEN TOURNAMENT 2006 【ミドル級 決勝】                                           | 2006年7月23日 |
| ○    | 二宮亜基子           | ポイント4-2              | SMACKGIRL GRAPPRING QUEEN TOURNAMENT 2006 【ライト級 準決勝】                                         | 2006年7月23日 |
| ○    | 佐藤瑞穂             | 4:50 腕ひしぎ十字固め    | SMACKGIRL GRAPPRING QUEEN TOURNAMENT 2006 【ライト級 2回戦】                                          | 2006年7月23日 |
| ×    | 二宮亜基子           | 1R 3:08 腕ひしぎ十字固め | SMACKGIRL-F 〜5月病をブッ飛ばせ！夏も近いぞスマックF祭〜 【SGG 1Dayトーナメント2004 ミドル級 準決勝】 | 2004年5月16日 |

## 獲得タイトル
- スマックガール The Next Cinderella Tournament 2005 -59kg級 優勝
- 第2代スマックガールミドル級王座
- スマックガール GRAPPRING QUEEN TOURNAMENT 2006 ミドル級 優勝